# Dmytro Iantchouk
 (août 2018).
Si vous disposez d'ouvrages ou d'articles de référence ou si vous connaissez des sites web de qualité traitant du thème abordé ici, merci de compléter l'article en donnant les références utiles à sa vérifiabilité et en les liant à la section « Notes et références ».
Dmytro Iantchouk (en ukrainien : Дмитро Миколайович Янчук), né le 14 novembre 1992 à Khmelnytsky, est un céiste ukrainien spécialiste de la course en ligne. Il a remporté avec Taras Michtchouk la médaille de bronze en C2 1000 mètres aux Jeux olympiques d'été de 2016 à Rio de Janeiro. Le duo obtient aussi en 2015 une médaille de bronze aux mondiaux de Milan.